# Saint-Étienne-de-Saint-Geoirs
Saint-Étienne-de-Saint-Geoirs és un municipi francès situat al departament de la Isèra i a la regió d'Alvèrnia-Roine-Alps. L'any 2007 tenia 2.575 habitants.

## Demografia

### Població
El 2007 la població de fet de Saint-Étienne-de-Saint-Geoirs era de 2.575 persones. Hi havia 968 famílies de les quals 260 eren unipersonals (120 homes vivint sols i 140 dones vivint soles), 276 parelles sense fills, 344 parelles amb fills i 88 famílies monoparentals amb fills.
La població ha evolucionat segons el següent gràfic:
Habitants censats

### Habitatges
El 2007 hi havia 1.098 habitatges, 972 eren l'habitatge principal de la família, 45 eren segones residències i 81 estaven desocupats. 775 eren cases i 317 eren apartaments. Dels 972 habitatges principals, 566 estaven ocupats pels seus propietaris, 364 estaven llogats i ocupats pels llogaters i 42 estaven cedits a títol gratuït; 19 tenien una cambra, 91 en tenien dues, 148 en tenien tres, 242 en tenien quatre i 472 en tenien cinc o més. 674 habitatges disposaven pel capbaix d'una plaça de pàrquing. A 399 habitatges hi havia un automòbil i a 469 n'hi havia dos o més.

### Piràmide de població
La piràmide de població per edats i sexe el 2009 era:
| Homes | Edats   | Dones |
| ----- | ------- | ----- |
| 0     | 95 o +  | 12    |
| 0     | 90 a 94 | 8     |
| 24    | 85 a 89 | 32    |
| 8     | 80 a 84 | 12    |
| 52    | 75 a 79 | 28    |
| 52    | 70 a 74 | 88    |
| 48    | 65 a 69 | 56    |
| 44    | 60 a 64 | 40    |
| 52    | 55 a 59 | 52    |
| 76    | 50 a 54 | 80    |
| 80    | 45 a 49 | 96    |
| 84    | 40 a 44 | 60    |
| 88    | 35 a 39 | 72    |
| 40    | 30 a 34 | 60    |
| 124   | 25 a 29 | 92    |
| 64    | 20 a 24 | 60    |
| 100   | 15 a 19 | 72    |
| 92    | 10 a 14 | 44    |
| 56    | 5 a 9   | 64    |
| 32    | 0 a 4   | 72    |

## Economia
El 2007 la població en edat de treballar era de 1.633 persones, 1.189 eren actives i 444 eren inactives. De les 1.189 persones actives 1.091 estaven ocupades (630 homes i 461 dones) i 98 estaven aturades (32 homes i 66 dones). De les 444 persones inactives 157 estaven jubilades, 127 estaven estudiant i 160 estaven classificades com a «altres inactius».

### Ingressos
El 2009 a Saint-Étienne-de-Saint-Geoirs hi havia 1.079 unitats fiscals que integraven 2.746,5 persones, la mediana anual d'ingressos fiscals per persona era de 17.696 €.

### Activitats econòmiques
Dels 260 establiments que hi havia el 2007, 1 era d'una empresa extractiva, 5 d'empreses alimentàries, 6 d'empreses de fabricació de material elèctric, 2 d'empreses de fabricació d'elements pel transport, 20 d'empreses de fabricació d'altres productes industrials, 40 d'empreses de construcció, 50 d'empreses de comerç i reparació d'automòbils, 15 d'empreses de transport, 15 d'empreses d'hostatgeria i restauració, 4 d'empreses d'informació i comunicació, 20 d'empreses financeres, 14 d'empreses immobiliàries, 38 d'empreses de serveis, 21 d'entitats de l'administració pública i 9 d'empreses classificades com a «altres activitats de serveis».
Dels 82 establiments de servei als particulars que hi havia el 2009, 1 era una oficina d'administració d'Hisenda pública, 1 gendarmeria, 1 oficina de correu, 5 oficines bancàries, 7 tallers de reparació d'automòbils i de material agrícola, 1 taller d'inspecció tècnica de vehicles, 5 establiments de lloguer de cotxes, 2 autoescoles, 4 paletes, 17 guixaires pintors, 4 fusteries, 6 lampisteries, 2 electricistes, 2 empreses de construcció, 5 perruqueries, 1 veterinari, 1 agència de treball temporal, 9 restaurants, 6 agències immobiliàries, 1 tintoreria i 1 saló de bellesa.
Dels 15 establiments comercials que hi havia el 2009, 1 era un supermercat, 1 una botiga de menys de 120 m², 2 fleques, 1 una carnisseria, 5 llibreries, 3 botigues de roba, 1 una sabateria i 1 una joieria.
L'any 2000 a Saint-Étienne-de-Saint-Geoirs hi havia 25 explotacions agrícoles que ocupaven un total de 969 hectàrees.

## Equipaments sanitaris i escolars
El 2009 hi havia 1 farmàcia i 1 ambulància.
El 2009 hi havia 2 escoles elementals. A Saint-Étienne-de-Saint-Geoirs hi havia 1 col·legi d'educació secundària i 1 liceu d'ensenyament general. amb 367 alumnes.

## Poblacions més properes
El següent diagrama mostra les poblacions més properes.